# القرية الإنجليزية (أربيل)
القرية الإنجليزية (بالإنجليزية: English Village)‏ هي مجمع سكني للفلل يقع غرب مدينة أربيل على شارع الأربعين قرب منتزه سامي عبد الرحمن، تتكون أغلبها من شركات ومكاتب. وقد كان المباشرة ببنائها قد بدأ في سنة 2004م بعد اتفاق مع وزارة التجارة والصناعة البريطانية.